# Josipa Mamić
Josipa Mamić (Zagreb, 7. siječnja 1996.), hrvatska rukometašica članica Lokomotive iz Zagreba. Igra na mjestu desnog krila.

## Karijera
Dolazi iz Dugog Sela gdje je i započela karijeru u ŽRK Dugo Selo '55, prije rukometa kratkotrajno je trenirala gimnastiku.  U Dugom Selu je igrala 17 godina, zatim je bila dvije sezone na posudbi u ŽRK Bjelovar. Nakon dvije godine posudbe treću godinu je postala službeno rukometašica Bjelovara. Nastupala je za Hrvatsku na Europskom prvenstvu 2020. u Danskoj gdje je osvojila brončanu medalju, a igrala je i na Svjetskom prvenstvu 2021. u Španjolskoj.